# LoliRock
LoliRock est une série télévisée d'animation française produite par Zodiak Kids, créée par David Michel et Jean-Louis Vandestoc (également le réalisateur) et écrite par Madellaine Paxson, diffusée depuis le 18 octobre 2014 sur France 3.
Elle est diffusée en France à partir du 18 octobre 2014 sur France 3 dans l'émission Ludo et sur Disney Channel et rediffusée sur France 4 et sur TiJi ,

## Synopsis
Iris est une fille normale. Cependant, lorsqu'elle chante, elle produit des choses étranges. Pendant ce temps, deux jeunes filles, Talia et Auriana, décident de faire passer une audition à toutes les filles de Sunny Bay pour trouver une mystérieuse princesse. Poussée par son meilleur ami, Iris se retrouve à passer l'audition, mais son pouvoir détruit la salle. Iris s'échappe en courant, et se fait soudainement attaquer par deux étranges personnes. Talia et Auriana viennent l'aider grâce à leurs pouvoirs magiques et à la voix d'Iris. Elles l'emmènent dans une grotte et lui expliquent qu'elles sont les princesses de deux royaumes magiques : Talia la princesse de Xéris et Auriana la princesse de Volta. Les princesses expliquent ensuite à Iris qu'elle est une princesse aux pouvoirs magiques qui doit sauver son royaume des griffes d'un être maléfique du nom de Gramorr. Le seul moyen de le sauver est de perfectionner ses pouvoirs et de trouver les saphirs de la couronne royale d'Éphédia éparpillés sur Terre.

## Origines
LoliRock est une série d'animation inspirée de Sailor Moon, une série japonaise des années 1990. Le ton de la série est un mélange d'humour et de magie dans un genre très Magical Girl. Il contient également de nombreuses références de séries nippones comme Sailor Moon et la saga Pretty Cure. Par ailleurs, la série LoliRock est la première série française du genre Magical girl.
Elle a été créée dans le but de renouveler le succès d'une série du même studio, les Totally Spies! grâce aux thèmes abordés : la musique, la magie et l'aventure.

## Personnages

### Personnages principaux

#### Les protagonistes
- Iris : C'est la princesse d'Éphédia. Elle vit à Sunny Bay. Elle est blanche, blonde aux yeux bleus. Son objet de transformation magique est un pendentif. Une fois transformée, la couleur de ses cheveux et de sa tenue sont roses, son symbole est le cœur. Elle a un sceptre magique. Elle forme avec Talia et Auriana un groupe de musique : les LoliRock. Iris est la chanteuse principale[5].
- Talia : C'est la princesse de Xéris, à la peau noire, aux cheveux bruns et aux yeux noisette. Douée en magie, elle apprend la plupart des formules magiques complexes avec Iris. Son objet de transformation est un bracelet de poignet. Une fois transformée, la couleur de ses cheveux et sa tenue sont bleus, son symbole est le losange. Elle a un sceptre qu'elle appelle bâton de Xéris. Dans le groupe, Talia joue du synthé et chante également[5].
- Auriana : C'est la Princesse de Volta, des cheveux roux en queue de cheval et des yeux verts, blanche de peau. Son objet de transformation est une bague. Une fois transformée, la couleur de ses cheveux et de sa tenue sont orange, son symbole est le croissant de lune. Elle a un sceptre qu'elle appelle ruban de volta. Dans le groupe, Auriana joue du tambourin et chante également[5].
- Lyna : C'est la princesse de Boréalis. Elle a la peau dorée, des cheveux noirs et des yeux violets. Une fois transformée, ses cheveux deviennent vert clair et sa tenue est également de cette couleur. Son symbole est la fleur de lys et son objet de transformation est une barrette de cheveux. Elle se bat à l'aide d'anneaux. Ses pouvoirs lui permettent de faire léviter des choses.
- Carissa : C'est la princesse de Calix. Elle a des cheveux roux tressés et des yeux bleus. Son objet de transformation est un bracelet à l'arrière-bras. Une fois transformée, ses cheveux deviennent violet comme sa tenue, et son symbole est une étoile à huit branches. Ses armes sont deux maracas. Comme Lyna, elle ne fait apparition qu'en cas d'urgence.
- Amaru : Il vient de Volta. C'est le petit compagnon d'Auriana et la mascotte du groupe. Il peut se transformer en cheval ailé pour transporter les Princesses. Il possède aussi le pouvoir de créer une arène spéciale, nommée arène de cristal, pour permettre aux princesses de combattre le mal loin des civils[5].

#### Les antagonistes
- Gramorr : Il porte toujours un masque avec des yeux violets. Après avoir trahi le couple royal, Gramorr prend le contrôle d'Éphédia, mais pour en avoir une emprise totale sur le Royaume, il doit mettre la main sur la couronne royale. Or cette dernière est protégée par un sort jeté par la reine d'Éphédia avant sa disparition. Il envoie alors les jumeaux, ses serviteurs, Méphisto et Praxina, à la recherche des saphirs pour la compléter. Il meurt à la fin de la saison 2.
- Praxina : Sœur jumelle de Méphisto. Sa couleur est le rouge foncé et son symbole est le papillon. Elle est envoyée sur Terre par Gramorr pour empêcher les Princesses de rassembler les saphirs qui composent la couronne d'Éphédia.
- Méphisto : Frère jumeau de Praxina. Sa couleur est le vert foncé et son symbole est le serpent. Il est envoyé sur Terre par Gramorr pour empêcher les Princesses de contrecarrer les plans de son maître, et à n'importe quel prix. Il est présumé mort à la fin de la saison 2.
- Deinos et Zeinos : Deux jumeaux se ressemblent trait pour trait, seules leurs tenues les distinguent. La couleur de Deinos est le bleu foncé tandis que celle de Zeinos est le jaune. Leurs symboles sont des triangles. Ils remplacent temporairement Praxina et Méphisto.
- Banes : C'est l'animal de compagnie de Gramorr. Il ressemble à un gros tigre noir aux reflets rouges.
- Lev : C'est un voleur. Il participe à l'évasion d'Iris alors qu'elle est prisonnière de Gramorr, mais ce n'est que dans le but de la manipuler selon le bon vouloir de son maître. Sa couleur est le marron et son symbole est un aigle. Il a été trahi par Gramorr et aide Iris et ses amies. Il est présumé mort dans l'épisode 22 de la saison 2.

### Personnages secondaires
- Nathaniel : C'est le meilleur ami d'Iris,et aussi son amoureux ,qu'elle surnomme Nat'.
- Matt : Il rencontre Auriana près du Musée et tombe sous son charme.
- Kyle : C'est un nouveau à Sunny Bay. Suzy Robins a essayé de se servir de lui pour détourner Iris de Nathaniel, mais il est tombé très amoureux de Talia.
- Suzy Robins : Éternelle rivale d'Iris pour le cœur de Nathaniel et pour la première place du concours d'ogiculture.
- Tante Ellen :  Elle est la personne qui a pris soin d'Iris depuis son enfance. Dans l'épisode 17 de la saison 2, Iris apprend que son vrai nom est Ellira, qu'elle vient aussi d'Ephédia et a été chargée par la reine de la protéger. Elle se révèle aux autres princesses dans l'avant-dernier épisode.
- Hyperion et Manon : Le Roi Hyperion et la Reine Manon d'Éphédia, sont les parents d'Iris, ils régnaient sur leur Royaume avant que Gramorr n'en prenne le contrôle.
- Izira : La grande sœur de Talia. Elle possède de très grands et puissants pouvoirs. Talia a perdu sa trace depuis l'attaque de Gramorr sur Xéris.
- Doug : C'est un garçon qui est fan du groupe de LoliRock. Il gère un blog sur le groupe.
- À part quelques épisodes qui sont liés, les épisodes sont des stand-alone[3].

### Série télévisée
La série LoliRock est initialement diffusée en France en octobre 2014. Elle est diffusée sur les chaînes télévisées Ludo, France 3, Disney Channel. Sur France 3, la première saison est diffusée dans l'émission Ludo, France 3 initialement le 18 octobre 2014.

## Distribution

### Personnages principaux
- Lisa Caruso : Iris
- Kelly Marot : Talia
- Léopoldine Serre : Auriana, Amaru
- Marie Nonnenmacher : Lyna
- Fanny Bloc : Carissa
- Gilles Morvan : Gramorr
- Nessym Guetat : Méphisto, Jérôme
- Karine Foviau : Praxina
- Yoann Sover : Lev

### Personnages secondaires
- Hugo Brunswick : Nathaniel
- Julien Crampon : Doug
- Audrey Sablé : Tante Ellen, Suzy
- Paul Borne : Le Roi Hyperion
- Fily Keita : La Reine Manon
- Jessica Monceau : Izira
- Hervé Grull : Jodan
- Emmanuel Garijo : Marc
- Thomas Sagols : Timothé
- Maxime Baudouin : Ted
- Juliette Degenne : Morgane
- Clara Quilichini : Daisy
- Marc Bretonnière : M. Allen, M. Levin
- Alexis Tomassian : Rex

Sources : Planète Jeunesse et RS Doublage

## Médias

### Livres
Dans le plan marketing, des livres de la maison d'édition Hachette Jeunesse sont mentionnés [Quoi ?].
- Tome 1 : Le pouvoir de l'amitié
- Tome 2 : La magie de l'amour
- Tome 3 : Le médaillon d'Izira
- Tome 4 : Mémoire trouble
- Tome 5 : Les peluches ensorcelées
- Tome 6 : Musique magique
- Tome 7 : La maison hantée
- Tome 8 : Une surprise décoiffante

### Bande-dessinée
Tome 1 : L'audition
Tome 2 : Le trésor perdu
Tome 3 : Une balade romantique
Tome 4 : Shanila

### La musique des LoliRock
Il a été annoncé que plusieurs groupes de filles représenteront les LoliRock dans plusieurs territoires clés. Il est aussi prévu plusieurs concerts et des rencontres avec les fans.

#### Générique
Le générique de la série est le refrain de Rêve Idéal[réf. nécessaire].

#### Les chansons
Chansons composées par Norbert Gilbert et YellowsharkMusic.
Paroles des chansons par Yasmin Shah et Philippe Félidat.
Interprétation des chansons par Cassandre Berger[source insuffisante].
| Titre (fr + en)                       | Durée |
| ------------------------------------- | ----- |
| Pop Révolution / Revolution           | 3:06  |
| Rêve idéal / Higher                   | 2:58  |
| Une vie magique / We are magic        | 3:08  |
| BFF (Amies pour la vie) / BFF         | 3:01  |
| Planète Pop / Celebrate               | 3:16  |
| C’est bien parti / Party Talking      | 2:50  |
| LoliRock Attitude / Reach the Stars   | 3:02  |
| Danse le Lolistep / LoliStep          | 3:10  |
| Star Generation / New Star Generation | 3:06  |
| Jamais Lâcher / Never Give Up         | 3:10  |

### Jeu vidéo
Le jeu LoliRock est disponible sur iOS et Android, et est gratuit. Il contient un jeu de rythme (danse 3D) et un karaoké (version française et anglaise) et offre la possibilité au joueur de personnaliser un studio. Il a été développé et édité par Bulkypix et est sorti en 2014. (Le jeu n’est plus possible à télécharger et/ou jouer sur iOS due à une version trop ancienne.)

## Diffusion internationale
Diffusée en Espagne depuis le 11 avril 2015 sur Disney Channel, puis au Portugal depuis le 1er avril 2015, sur Canal Panda et en Italie sur DeA kids, la série cherche néanmoins à s'étendre sur toute l'Europe. Les chansons sont doublées ou en anglais en fonction des doublages réalisés.